# Walter Roderer
Walter "Rodi" Jakob Roderer (Sankt Gallen, 3 juli 1920 – Illnau-Effretikon, 8 mei 2012) was een Zwitserse film- en toneelacteur. Hij was het meest bekend om zijn type Josef Nötzli in de twee bioscoopfilms Ein Schweizer namens Nötzli en Der doppelte Nötzli. Walter Roderer heeft de scripts voor beide films geschreven. De film Ein Schweizer namens Nötzli uit 1988 is tot op de dag van vandaag commercieel gezien de meest succesvolle Zwitserse film.

## Filmografie
- Die Venus vom Tivoli (1953)
- Oberstadtgass (1956)
- Der 10. Mai (1957)
- Hast noch der Söhne ja...? (1959)
- Model Husband (1959)
- The Man in the Black Derby (1960)
- Ferien vom Ich (1963)
- The 42nd Heaven (1963)
- Un milliard dans un billard (1965)
- Das sexte Programm (1971)
- Professor Sound und die Pille - Die unwahrscheinliche Geschichte einer Erfindung (1971)
- Ein Käfer auf Extratour (1973)
- Superbug, the Craziest Car in the World (1975)
- Der Mustergatte (1984)
- Ein Schweizer namens Nötzli (1988)
- Der doppelte Nötzli (1990)

## Televisieseries
- Zimmer 13 (1968)
- Im Auftrag von Madame (1974)